# Mehrow
Mehrow è una frazione del comune tedesco di Ahrensfelde; comprende la località abitata di Trappenfelde.